# Piment Serrano

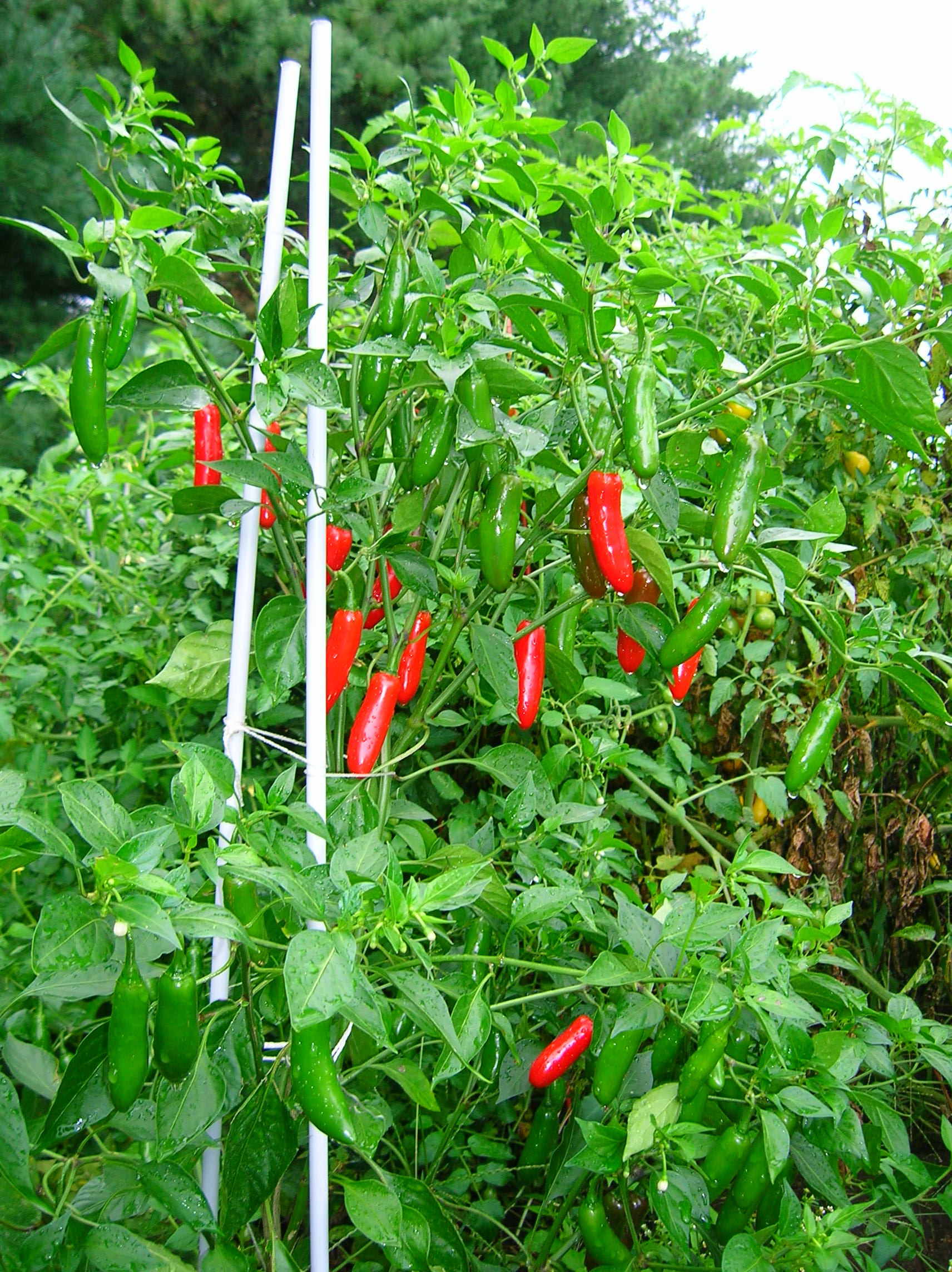
Un plant portant des piments serranos rouges (mûrs) et verts (immatures).

Le piment serrano (Capsicum annuum) est une variété de piment originaire des régions montagneuses (les sierras d'où son nom) des États mexicains de Puebla et Hidalgo. 
Les piments immatures sont verts, alors qu'à maturité, ils sont de couleurs diverses, le plus souvent vert, rouge, brun ou jaune.
Lorsque marinés, ces piments sont nommés « sport peppers » en anglais.
Ils ont un score de 10000 à 25000 sur l'échelle de Scoville.

## Valeur nutritive
C'est un fruit riche en vitamines B1, B2 et C.
| Piment serrano cru (valeur nutritive pour 100 g) |                          |                          |                              |
| eau : 90,25 g                                    | cendres totales : 0,87 g | fibres : 3,7 g           | valeur énergétique : 32 kcal |
| protéines: 1,74 g                                | lipides: 0,44 g          | glucides: 6,70 g         | sucres simples : 4,06 g      |
| oligo-éléments                                   |                          |                          |                              |
| calcium : 11 mg                                  | fer : 0,86 mg            | magnésium : 22 mg        | phosphore : 40 mg            |
| potassium : 305 mg                               | cuivre : 0,129 mg        | sodium : 10 mg           | zinc : 0,26 mg               |
| vitamines                                        |                          |                          |                              |
| vitamine C : 100 mg                              | vitamine B1 : 0,054 mg   | vitamine B2 : 0,081 mg   | vitamine B3 : 1,537 mg       |
| vitamine B5 : 0,200 mg                           | vitamine B6 : 0,505 mg   | vitamine B9 : 0 µg       | vitamine B12 : 0,00 µg       |
| vitamine A : 937 UI                              | rétinol : 0 µg           | vitamine E : 0,69 µg     | vitamine K : 11,4 µg         |
| acides gras                                      |                          |                          |                              |
| saturés : 0,059 g                                | mono-insaturés : 0,023 g | poly-insaturés : 0,222 g | cholestérol : 0 mg           |

Source : Ministère de l'agriculture américain – USDA Nutriment database: 11977 PEPPER,SERRANO,RAW